# Pál Turán
Paul (Pál) Turán (Budapest, 18 agosto 1910 – Budapest, 26 settembre 1976) è stato un matematico ungherese di origine ebraica, superstite dell'Olocausto.
Conosciuto per i propri contributi in teoria dei numeri, durante la propria carriera Turán ebbe un lungo periodo di collaborazione con Paul Erdős, durato 46 anni, e che portò alla stesura di 28 articoli.